# Antoni Camps i Fullana
Antoni Camps i Fullana (Ferreries, 1908 - Ferreries, 1990) fou músic i cronista del poble de Ferreries.

## Biografia
Fill de Miquel Camps, reconegut com el segon director de la Banda de Música de Ferreries, des de ben petit visqué envoltat d'una forta devoció musical i facilitat i gust per dirigir, tocar i/o ensenyar. Als deu anys (1918) la seva família li comprà un acordió i, el seu pare que el sabia tocar li va mostrar un vals. Des d'aquest moment, començà a experimentar amb el seu instrument fins a convertir-se'n en un hàbil intèrpret. A més, també aprengué a sonar la guitarra.
Als onze anys va començar a fer sonades perquè la gent ballàs. A voltes es feia acompanyar per un parell de sonadors de guitarra. Amb tretze o catorze anys, cada instant tenia balladors que anaven a buscar-lo per veure si al fosquet els faria una sonada. Els balls els feien al casino de can Maseo. El seu pare n'era soci, de manera que estava autoritzat a organitzar els balls que volgués.
Devers el 1915 s'adequà un local, en resposta al teatre-cine etiquetat de conservador, on els republicans hi organitzaven projeccions de cine, balls folklòrics i també els balls anomenats "moderns" o "de ballar agafats", amb música de guitarra i acordió en els quals hi participava el propi Antoni Camps. En el repertori que solia interpretar hi cabien vals, polques, masurques, xotis, tangos i algunes marxes. Cançons com Clavelitos, Na Joana, entre d'altres, i peces populars menorquines i clàssics que molts descobriren a mans d'Antoni Camps.
Però, als vint-i-un anys va deixar de fer aquestes sonades, ja que fou cridat per anar a fer Servei Militar a Mercadal. I finalment, l'any 1932, després d'una temporada de viure i treballar a Ciutadella amb el seu pare, tornà a Ferreries, posant en marxa diferents negocis, destacant-ne el relacionat al món del calçat.
L'any 1973 es va jubilar i uns anys després començà a participar de manera activa en la Banda de Música de Ferreries que dirigia Josep Tortosa. D'aquesta manera, Antoni Camps destaca per la seva tasca com a cronista, el treball realitzat amb la banda de música, la compra d'instruments de València per a la banda de música i la promoció d'una escola de música, entre d'altres. A més, de donar concerts a diferents llocs de l'illa, molts cops acompanyat dels seus fills Bep i Joan a cas salesians de Ciutadella, as Mercadal. Una de les darreres actuacions que realitzà, fou en homenatge dels jubilats a principis dels anys 80's. Curiosament, a finals dels 70's, començà a donar classes d'acordió. El darrer concert el realitzà al Centre Cultural d'Alaior, on es van aplegar vuit acordions, dues guitarres i un llaüt, que eren alumnes seus.

## Obra
Pel que fa la seva obra, en podem destacar les següents peces que deixà gravades en un casset, com: 
- Pasodoble la República, Vals de la Gartera, Un pericón, Pasodoble el clavel, Jota de Camps, Un chotis, La Gartera, Ciutadella i Ferreries, Playa de Cala Galdana, Vals la cabra de Camps, La cruz de Guerra, En Jerez yo vi la luz, La Raspa, Todo el mundo esta de acuerdo, Vals fino de Camps, Jaleo de Ferreries, Pasodoble dos tonos, Los Pajaritos, Vitamines té un pinar, Yo para que nací, aquesta darrera és la versió d'un poema de Santa Teresa de Jesús.